# Eugen Todoran (delegat)
Eugen Todoran (n. 30 august 1885, Cetatea de Baltă, județul Târnava-Mică, d. 1 octombrie 1931, Sibiu) a fost un participant la Marea Adunare Națională de la Alba Iulia din 1 decembrie 1918, ca reprezentant al Seminarului Teologic Pedagogic Ortodox Român din Sibiu.

## Biografie
Urmează studiile liceale în Sighișoara și Dumbrăveni și Teologia la Sibiu, după care își continuă studiile superioare la Budapesta și Viena, obținând diplome în filologie și în filosofie. După terminarea studiilor și-a început cariera de profesor, fiind inițial profesor la liceul Șaguna din Brașov, iar mai apoi la liceul de fete din Sibiu, la liceul din Târgul Mureș, la Seminarul Teologic Pedagogic al Mitropoliei Ortodoxe Române din Sibiu și director al Școlii normale „Andrei Șaguna” din Sibiu. În afara activității sale de profesor și director de școli, a fost și un intelectual activ, prin conferințe de specialitate și publicații de difertite articole în reviste precum „Vatra școlară”. A fost președintele și reprezentatul în adunările școlare din protopopiatul Târnava și Mediaș, al Consistoriului din Sibiu.

## Publicații
1. Fantezia, manifestarea și însemnătatea ei pedagogică
2. Rumänische Konversation
3. un dicționar german-român care a rămas în stadiul de pregătire, nemaifiind publicat
4. Câteva îndrumări în dialectul ardelenesc pentru vorbit și scris corect românește, în colaborare cu Col. Comeliu Negulescu
5. Istoria biblică în închipuiri, în colaborare cu prof. Gh. Maior
6. cărți școlare de limba română pentru uzul școlilor germane din România, în colaborare cu prof. Dr. Porsche, pentru acestea fiind premiat de Consistoriul Evanghelic din Sibiu[1]